# Huracán espacial

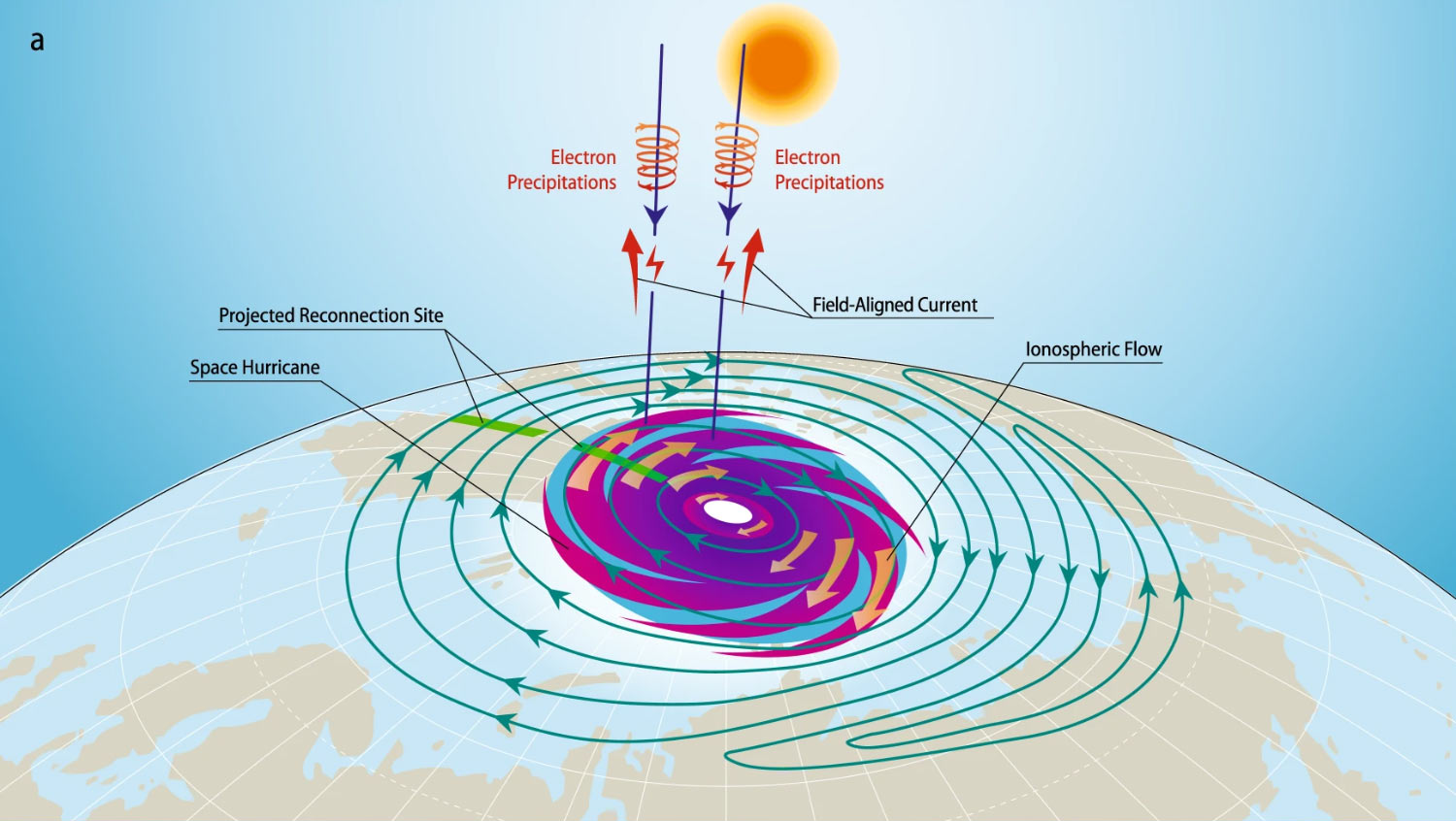
Diagrama de un huracán espacial sobre la región ártica de la Tierra.

Un huracán espacial es una enorme tormenta geomagnética espiral en forma de embudo que se produce sobre la ionosfera polar de la Tierra, en condiciones de extrema calma. Está relacionada con el fenómeno de las auroras boreales, ya que la precipitación de electrones del embudo de la tormenta produce gigantescas auroras con forma de ciclón. Los científicos creen que se producen en las regiones polares de los planetas con campos magnéticos.
En la Tierra, los huracanes (ciclones tropicales) se forman en la atmósfera por las tormentas eléctricas y por el momento angular de la rotación de la Tierra, y absorben la energía de la superficie del océano, mientras que los huracanes espaciales se forman por la interacción del plasma con los campos magnéticos y absorben la energía del flujo del viento solar.

## Características
Los huracanes espaciales están formados por plasmas, que consisten en gases ionizados extremadamente calientes que giran a velocidades extremadamente altas, con velocidades de rotación que alcanzan los 7.560 kilómetros por hora. En 2020, utilizando observaciones realizadas el 20 de agosto de 2014, los investigadores identificaron un gran huracán espacial que se había producido sobre el Ártico, con un diámetro de 1.000 kilómetros en su base en la ionosfera, la atmósfera terrestre ionizada a una altitud de 110-860 kilómetros y centrado aproximadamente sobre el polo norte magnético.
El huracán espacial se caracterizaba por una mancha auroral de tipo ciclónico con múltiples brazos en espiral, debida a la precipitación de electrones, una fuerte vorticidad circular del plasma con flujo horizontal nulo en su centro (el equivalente al ojo de un huracán atmosférico), una estructura magnética bipolar de negativa a positiva (que mostraba una perturbación circular del campo magnético), y una gran y rápida acumulación de energía y flujo en la ionosfera polar (comparable a la que se produce durante las supertormentas meteorológicas espaciales). La tormenta se extendió desde la ionosfera hacia arriba a lo largo de las líneas de campo geomagnético hasta cubrir una gran fracción de la magnetosfera polar diurna, en el hemisferio norte.
Además, el huracán espacial tenía múltiples brazos en espiral, similares a los de los huracanes convencionales, y la tormenta también giraba en sentido antihorario. La gran tormenta de plasma hizo llover electrones en lugar de agua. En la región central calmada, rodeada por el plasma en rotación, había una mancha auroral persistente, asociada a una fuerte corriente ascendente alineada con el campo, causada por electrones precipitantes.
A diferencia de las alteraciones meteorológicas espaciales tradicionales, el huracán espacial se observó en condiciones geomagnéticas muy tranquilas, cuando el flujo del viento solar era lento y el campo magnético interplanetario apuntaba hacia el norte, mientras que para que se produzcan tormentas geomagnéticas tradicionales es necesaria una fuerte orientación hacia el sur.

## Efectos
Los investigadores indicaron que la precipitación de electrones asociada a dicha tormenta podría perturbar los satélites GPS, los sistemas de radio y los radares, y también podría aumentar la resistencia aerodinámica de cualquier satélite cercano, así como modificar las órbitas de los desechos espaciales ("basura espacial") de todos los tamaños a baja altura, que constituyen un peligro cada vez mayor para las naves espaciales en la órbita terrestre baja. No obstante, aparte de estos posibles impactos meteorológicos espaciales, se espera que la tormenta tenga escasas repercusiones en el planeta.

## Descubrimiento
El fenómeno fue descubierto por un equipo de investigadores de la Universidad de Shandong, en China, que había observado la tormenta sobre la región ártica el 20 de agosto de 2014, antes de identificar su naturaleza en 2021. El equipo de investigación estaba formado también por científicos de Estados Unidos, Reino Unido y Noruega. El equipo observó el huracán espacial durante 8 horas, antes de que se desintegrara gradualmente. La tormenta se observó durante un periodo de baja actividad solar y geomagnética. Los investigadores creen que este tipo de tormentas espaciales pueden ser relativamente comunes en el Sistema Solar y más allá, en planetas con campos magnéticos, ya que la tormenta observada en 2014 se produjo durante un periodo de baja actividad geomagnética.